# المجلس الأعلى العالمي للمساجد
المجلس الأعلى العالمي للمساجد هو إحدى هيئات رابطة العالم الإسلامي.

## التعريف
هيئة اعتبارية، يؤدي ما يقوم بتفعيل عمارة المسجد وترشيدها، بحيث يعود المسجد منطلقا حيويّاً لجميع ما يتعلق بحياة المسلمين الدينية والدنيوية، ويؤدي وظيفته التي كان يقوم بها في صدر الإسلام وحماية المساجد والأوقاف الإسلامية من الاعتداء عليها وعلى ممتلكاتها، والمحافظة على قدسيتها وطهارتها، وصيانتها، والعناية بها

## تاريخ الإنشاء
أنشئ بنــاءً عــلى قرار مؤتمر رسالة المسجد الذي عقد بمكة المكرمة في رمضان عــام 1395هـ الموافــق سبتمبر 1975م بدعــوة من رابطة العالم الإسلامي.
يتكون المجلس الأعلى العالمي للمساجد من (40) عضوا يمثلون الشعوب والتجمعات الإسلامية في العالم، والعمل فيه تطوعي، لا يتقاضى أعضاؤه راتباً ولا مكافأة

## أهدافه
ـ تكوين رأي عام إسلامي في مختلف القضايا والموضوعات الإسلامية في ضوء الكتاب والسنة
ـ محاربة الغزو الفكري والسلوك المنحرف
ـ العمل على حرية الدعوة إلى الله
ـ حماية المساجد من كل اعتداء يقع عليها أو على ممتلكاتها
ـ المحافظة على الأوقاف الإسلامية
ـ الدفاع عن حقوق الأقليات الإسلامية

## اختصاصات المجلس
ـ وضع الخطط العامة لإحياء دور المسجد في لتوجيه والتربية ونشر الدعوة وتقديم الخدمات الاجتماعية
ـ إصدار مجلة دورية باسم رسالة المسجد تعنى برفع كفاية الأئمة والخطباء الثقافية والفنية وتضع بين أيديهم نماذج رفيعة من الخطب والدروس المدعمة بالنصوص من الكتاب والسنة
ـ إصدار المؤلفات والنشرات التي تشرح مبادئ الإسلام وتوضح مزاياه
ـ القيام بمسح شامل للمساجد في العالم وتدوين المعلومات اللازمة عنها وضبطها في سجل خاص وتفريغها في كتب ونشرات دورية بين حين وآخر
ـ اختيار مجموعة من الدعاة القادرين على مهمة الدعوة والخطابة بعد إعدادهم للقيام بجولات توجيهية في مساجد العالم الإسلامي
ـ إقامة دورات تدريبية مستمرة لأئمة المساجد وخطبائها مركزية وإقليمية تثري ثقافتهم وترفع كفايتهم
ـ تشكيل هيئة أو مجلس إدارة لكل مسجد يتولى الإشراف المباشر على المسجد ومرافقه وملحقاته وإدارته وتنظيم شئونه
ـ دراسة الأفكار وأنماط السلوك التي تتعارض مع تعاليم الإسلام
ـ لاسهام في تأهيل الأئمة والخطباء وتدريبهم وايفادهم إلى مناطق تجمع المسلمين للإمامة والوعظ والإرشاد

## المصدر
- الموقع الرسمي لرابطة العالم الإسلامي